# Sườn tích

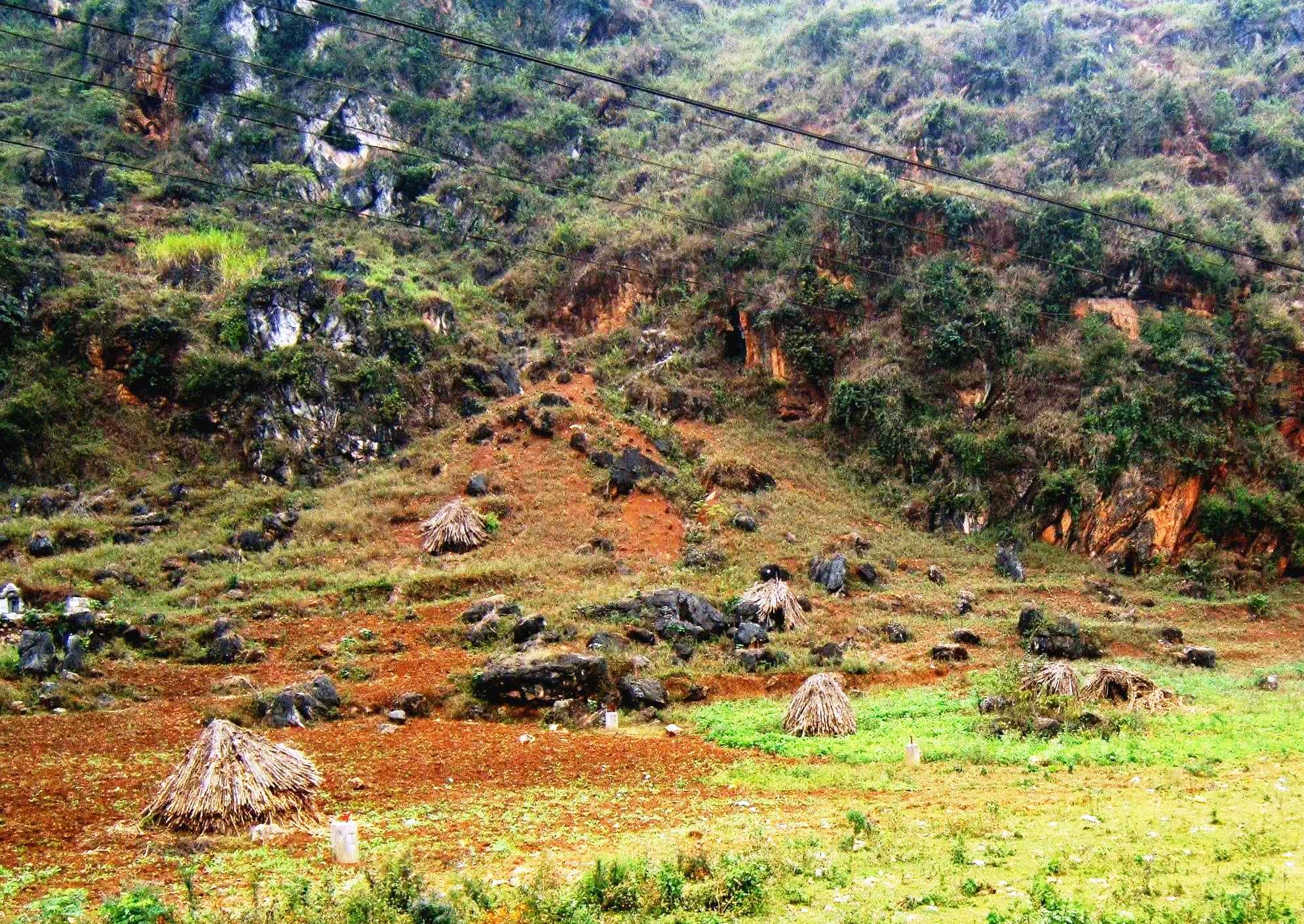
Sườn tích ở núi đá vôi Hà Giang

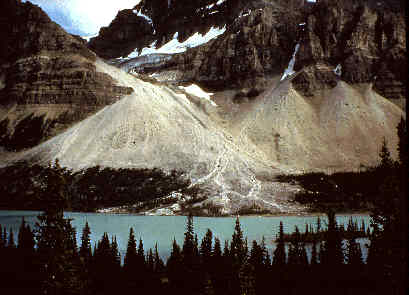
Colluvi tích lũy ở chân ta luy

Trong Địa chất học sườn tích hay colluvi là những trầm tích địa chất và đất rời rạc hình thành ở sườn các đồi núi do tác động của thời tiết và trọng lực đã di chuyển vật liệu đến và tích tụ ở đó.
Nguồn gốc các vật liệu thường là tàn tích (eluvi), và cũng có thể là coluvi hay thậm chí aluvi, ở địa hình cao hơn dịch chuyển xuống vùng thấp hơn, do các quả trình thời tiết như mưa gió gây xói mòn, và do trọng lực gây lở đất.
Sự tích tụ coluvi được duy trì khi dòng chảy bề mặt không tập trung hoặc xói mòn thấp. Do đó nó ở cách không xa nguồn vật liệu, và ranh giới phân biệt với vật liệu nguồn có thể rất không rõ ràng 
Một số giáo trình gọi sườn tích là deluvi .